# Panniculitis
La panniculitis és un grup de malalties que tenen com a tret distintiu la inflamació de teixit adipós subcutani (la capa de greix que es troba sota la pell o panniculus adiposus). Els símptomes inclouen nòduls a la pell i signes sistèmics com la pèrdua de pes i la fatiga.

## Quadre clínic
Aquesta malaltia inflamatòria es caracteritza bàsicament per l'aparició de nòduls o tumefaccions eritematoses, dures i doloroses, que constitueixen una gran molèstia per a les persones que pateixen aquesta malaltia. Els nòduls són de grandària variada, podent ser d'entre 1 i 10 cm; poden ser múltiples o únics, i generalment són d'afecció bilateral. Aquests nòduls es poden veure acompanyats de febre, astènia, artràlgia i miàlgia. Aquestes lesions es solen resoldre espontàniament al voltant d'una o vuit setmanes deixant lleus cicatrius o fins i tot una petita zona de sobrepigmentació a la part lesionada.

## Etiologia
La panniculitis es pot classificar en funció de la presència o absència de símptomes sistèmics. La panniculitis sense malaltia sistèmica pot ser conseqüència d'un trauma o del fred.
També el seu origen pot ser idiopàtic, encara que hi ha gran varietat de malalties que la poden causar, com les infeccioses, les inflamatòries i les autoimmunitàries. Entre aquestes malalties es consideren el lupus eritematós sistèmic, la tuberculosi, la lepra, la febre reumàtica, la colitis ulcerosa, la malaltia de Crohn, el càncer, la sarcoïdosi, l'escleroderma i la faringitis estreptocòccica. Altres causes de panniculitis són el consum de fàrmacs com  sulfamides, salicilats (sals d'àcid salicílic) i anticonceptius orals.

## Classificació
Pot ocórrer en qualsevol teixit gras (cutani o visceral) i sovint es diagnostica a partir d'una biòpsia de pell profunda, i es pot classificar a més per característiques histològiques en funció de la localització de les cèl·lules inflamatòries (dins dels lòbuls grassos o en els septes que els separen) i sobre la presència o absència de vasculitis.
Per tant, hi ha quatre subtipus histològics principals:
- Panniculitis lobular sense vasculitis (panniculitis aguda, anteriorment anomenada malaltia de Weber-Christian,[3] panniculitis nodular sistèmica)
- Panniculitis lobular amb vasculitis
- Panniculitis septal sense vasculitis
- Panniculitis septal amb vasculitis

### Lobular
- Panniculitis histiocítica citofàgica
- Panniculitis traumàtica
- Panniculitis per fred
- Panniculitis gotosa
- Panniculitis pancreàtica
- Panniculitis factícia

#### Amb vasculitis
- Eritema indurat
- Vasculitis nodular

#### Amb escletxes en forma d'agulla
La lipodermatoesclerosi és una forma de panniculitis associada a una insuficiència venosa crònica que es presenta amb induracions marrons a la part davantera de les cames. Pot estar associat amb dolor i altres signes d'insuficiència venosa crònica. Es desconeix la causa exacta.

### Septal
- Eritema nodós
- Deficiència d'alfa-1-antitripsina

## Diagnòstic
S'ha de realitzar una biòpsia del nòdul per determinar les característiques histològiques i així confirmar o descartar la panniculitis pròpiament dita. Així mateix, cal recolzar-se en altres proves diagnòstiques cercant una malaltia primària com les anteriorment esmentades. És molt important realitzar una molt bona història clínica per així poder trobar la causa precisa d'aquesta malaltia i donar-li un tractament adequat.

## Tractament
El tractament consisteix a actuar sobre la malaltia de base, o la causa directa de l'aparició de la panniculitis. Les lesions es poden tractar simptomàticament controlant el dolor amb antiinflamatoris no esteroidals i repòs. No obstant això, la majoria de casos s'acaben resolent espontàniament, sense requerir cap tractament.